# Ласлеу-Маре
Ласлеу-Маре (рум. Laslău Mare) — село у повіті Муреш в Румунії. Входить до складу комуни Суплак.
Село розташоване на відстані 248 км на північний захід від Бухареста, 17 км на південь від Тиргу-Муреша, 84 км на південний схід від Клуж-Напоки, 115 км на північний захід від Брашова.

## Населення
За даними перепису населення 2002 року у селі проживали 436 осіб.
Національний склад населення села:
| Національність | Кількість осіб | Відсоток |
| -------------- | -------------- | -------- |
| румуни         | 410            | 94,0%    |
| цигани         | 18             | 4,1%     |
| угорці         | 7              | 1,6%     |

Рідною мовою назвали:
| Мова      | Кількість осіб | Відсоток |
| --------- | -------------- | -------- |
| румунська | 422            | 96,8%    |
| циганська | 8              | 1,8%     |
| угорська  | 5              | 1,1%     |